# Arroio São João
Arroio São João är ett vattendrag i Brasilien.   Det ligger i delstaten Rio Grande do Sul, i den södra delen av landet, 1 700 kilometer sydväst om huvudstaden Brasília.
Omgivningen kring Arroio São João består i huvudsak av gräsmarker. Området är nästan obefolkat , med mindre än två invånare per kvadratkilometer.